# Добшинское (озеро)
Добшинское, Добшо — озеро на западе Тверской области, расположенное на территории Торопецкого района. Принадлежит бассейну Невы.
Расположено на юго-западе района в 12 км к юго-западу от Торопца. Высота над уровнем моря — 129,4 метра. Озеро длинное и узкое. Протяжённость с запада на восток около 6 км, ширина до 0,4 км. Площадь водной поверхности — 1,5 км². С севера, юга и востока в озеро впадают несколько небольших ручьёв; из западной оконечности озера вытекает река Добша. Площадь водосбора озера — 56,3 км². Вдоль южного берега озера проходит автомобильная дорога районного значения 28Н-1800 Торопец — Озерец. На южном берегу озера расположена деревня Добшо, на северном — деревни Пигасеево и Никольское.